# Киришский район
Ки́ришский райо́н — территориальное и муниципальное образование в составе Ленинградской области.
Административный центр — город Кириши.

## География
Район расположен на юге Ленинградской области в бассейне реки Волхов и его притока Пчёвжи. Площадь района 3019,3 км². Одно из озёр района — Бабинское.
Граничит:
- на севере — с Волховским муниципальным районом;
- на востоке — с Тихвинским муниципальным районом;
- на юге — с Новгородской областью (Любытинский, Маловишерский и Чудовский районы);
- на западе — с Тосненским муниципальным районом;
- на северо-западе — с Кировским муниципальным районом.

По территории района проходят автодороги:
- 41А-006 (Зуево — Новая Ладога)
- 41А-009 (Лодейное Поле — Тихвин — Чудово)
- 41К-022 (Кириши — Городище — Волхов)
- 41К-115 (Кириши — Будогощь — Смолино)
- 41К-233 (подъезд к посёлку Будогощь)
- 41К-547 (Будогощь — Половинник)
- 41К-548 (Будогощь — Клинково)
- 41К-549 (Пчева — Дубняги)
- 41К-551 (Подсопье — Гороховец)
- 41К-555 (подъезд к дер. Андреево)
- 41К-562 (подъезд к дер. Бабино)
- 41К-568 (подъезд к селу Посадников Остров)
- 41К-569 (подъезд к деревне Змеева Новинка)
- 41К-574 (подъезд к дер. Багольник)

Расстояние от административного центра района до Санкт-Петербурга — 176 км.

## История
1 августа 1927 года в ходе реформирования административно-территориального деления из части Волховского уезда Ленинградской губернии на территории нынешнего района были образованы Андреевский район с центром в селе Андреево и Будогощенский район с центром в посёлке Будогощь в составе Ленинградского округа Ленинградской области.
В 1930 году в связи с ликвидацией округов районы вошли в непосредственное подчинение администрации Ленинградской области.
30 сентября 1931 года райцентр Андреевского района был перенесён из села Андреево в село Кириши, а Андреевский район был переименован в Киришский.
1 января 1932 года Бельский, Будогощенский, Горчаковский, Званский, Клинковский, Крестецкий, Кукуйский, Лашинский, Лугский сельсоветы и рабочий посёлок Будогощь упразднённого Будогощенского района вошли в состав Киришского района.
19 февраля 1944 года центр Киришского района был перенесён в рабочий посёлок Будогощь.
С 1 февраля 1963 года по 12 января 1965 года Киришский район упразднялся, его территория в этот период входила в состав Волховского района. Указом Президиума Верховного Совета РСФСР от 12 января 1965 года образован Киришский район путём разукрупнения Волховского района. После восстановления районным центром вновь назначен рабочий посёлок Кириши.
В январе 1967 года город Кириши был отнесён к категории городов областного подчинения.
1 января 2006 года район получил статус муниципального района, в составе района образованы 2 городских и 4 сельских поселения, город Кириши вошёл в состав района, как городское поселение.

## Население
| 1939    | 1959    | 1970    | 1979    | 1989    | 2002    | 2006    |
| ------- | ------- | ------- | ------- | ------- | ------- | ------- |
| 33 496  | ↘18 164 | ↘15 325 | ↘15 032 | ↘14 521 | ↘12 075 | ↗66 600 |
| 2009    | 2010    | 2011    | 2012    | 2013    | 2014    | 2015    |
| ↘66 044 | ↘63 764 | ↗63 966 | ↗64 455 | ↗65 001 | ↘64 588 | ↘64 493 |
| 2016    | 2017    | 2018    | 2019    | 2020    | 2021    | 2023    |
| ↘64 170 | ↘63 666 | ↘62 456 | ↘62 069 | ↘61 474 | ↘60 865 | ↘59 877 |
| 2024    | 2025    |         |         |         |         |         |
| ↘58 942 | ↘58 488 |         |         |         |         |         |

| Год  | Население (человек) | Источник           | Примечание                             |
| ---- | ------------------- | ------------------ | -------------------------------------- |
| 1959 | 18 164              | Перепись 1959 года |                                        |
| 1970 | 15 325              | Перепись 1970 года | Без Киришского горсовета (28 229 чел.) |
| 1979 | 15 032              | Перепись 1979 года | Без города Кириши (44 246 чел.)        |
| 1989 | 14 521              | Перепись 1989 года | Без города Кириши (53 014 чел.)        |
| 2002 | 12 075              | Перепись 2002 года | Без города Кириши (55 634 чел.)        |
| 2010 | 63 764              | Перепись 2010 года |                                        |

### Урбанизация
В городских условиях (город Кириши и городской посёлок Будогощь) проживают 88,35 % населения района.

### Национальный состав
По итогам переписи населения 2020 года проживали следующие национальности (национальности менее 0,1 % и другое, см. в сноске к строке «Другие»):
| Национальность | Численность, чел. | Доля     |
| -------------- | ----------------- | -------- |
| Русские        | 45 212            | 74,28 %  |
| Украинцы       | 243               | 0,40 %   |
| Белорусы       | 192               | 0,32 %   |
| Таджики        | 98                | 0,16 %   |
| Татары         | 88                | 0,14 %   |
| Армяне         | 84                | 0,14 %   |
| Узбеки         | 67                | 0,11 %   |
| Азербайджанцы  | 66                | 0,11 %   |
| Лезгины        | 62                | 0,10 %   |
| Другие         | 14 753            | 24,24 %  |
| Итого          | 60 865            | 100,00 % |

## Муниципально-территориальное устройство
Киришский муниципальный район как административно-территориальная единица делится на 6 поселений, как муниципальное образование — с 1 января 2006 года включает 6 муниципальных образований нижнего уровня, в том числе 2 городских поселения и 4 сельских поселения.
| № | Поселение                       | Административный центр     | Количество населённых пунктов | Население (чел.) | Площадь (км²) |
| - | ------------------------------- | -------------------------- | ----------------------------- | ---------------- | ------------- |
| 1 | Будогощское городское поселение | городской посёлок Будогощь | 30                            | ↘2842            | 966,91        |
| 2 | Киришское городское поселение   | город Кириши               | 1                             | ↘49 235          | 63,34         |
| 3 | Глажевское сельское поселение   | посёлок Глажево            | 20                            | →2834            | 476,66        |
| 4 | Кусинское сельское поселение    | деревня Кусино             | 10                            | ↗910             | 514,51        |
| 5 | Пчёвжинское сельское поселение  | посёлок Пчёвжа             | 7                             | ↘1359            | 623,43        |
| 6 | Пчевское сельское поселение     | деревня Пчева              | 9                             | ↘1308            | 400,45        |

### Населённые пункты
В Киришском районе 77 населённых пунктов.
| №  | Населённый пункт  | Тип                  | Население | Муниципальное образование       |
| -- | ----------------- | -------------------- | --------- | ------------------------------- |
| 1  | Авдетово          | деревня              | ↘4        | Будогощское городское поселение |
| 2  | Андреево          | деревня              | ↗53       | Глажевское сельское поселение   |
| 3  | Андреево          | посёлок ж.д. станции | ↗41       | Глажевское сельское поселение   |
| 4  | Багольник         | деревня              | ↗29       | Глажевское сельское поселение   |
| 5  | Белая             | деревня              | ↗65       | Пчёвжинское сельское поселение  |
| 6  | Березняк          | деревня              | ↗65       | Пчёвжинское сельское поселение  |
| 7  | Берёзовик         | деревня              | ↘28       | Кусинское сельское поселение    |
| 8  | Бестоголово       | деревня              | ↗81       | Будогощское городское поселение |
| 9  | Бор               | деревня              | ↗98       | Глажевское сельское поселение   |
| 10 | Борутино          | деревня              | ↘5        | Пчёвжинское сельское поселение  |
| 11 | Будогощь          | городской посёлок    | ↘2439     | Будогощское городское поселение |
| 12 | Витка             | деревня              | ↘12       | Пчевское сельское поселение     |
| 13 | Гатика            | деревня              | ↗7        | Глажевское сельское поселение   |
| 14 | Глажево           | деревня              | ↗43       | Глажевское сельское поселение   |
| 15 | Глажево           | посёлок ж.д. станции | ↗35       | Глажевское сельское поселение   |
| 16 | Глажево           | посёлок              | ↗2479     | Глажевское сельское поселение   |
| 17 | Городище          | деревня              | ↗211      | Пчевское сельское поселение     |
| 18 | Гороховец         | деревня              | ↘4        | Глажевское сельское поселение   |
| 19 | Горчаково         | деревня              | ↗107      | Пчёвжинское сельское поселение  |
| 20 | Горятино          | деревня              | ↗12       | Будогощское городское поселение |
| 21 | Горятино          | посёлок ж.д. станции | ↗2        | Будогощское городское поселение |
| 22 | Грабково          | деревня              | ↗26       | Глажевское сельское поселение   |
| 23 | Градоша           | деревня              | ↗8        | Будогощское городское поселение |
| 24 | Гремячево         | деревня              | ↘87       | Будогощское городское поселение |
| 25 | Дидлово           | деревня              | ↘2        | Будогощское городское поселение |
| 26 | Дорожницы         | деревня              | ↘2        | Будогощское городское поселение |
| 27 | Дубняги           | деревня              | ↘5        | Пчевское сельское поселение     |
| 28 | Дуняково          | деревня              | ↗24       | Пчевское сельское поселение     |
| 29 | Жарок             | посёлок ж.д. станции | ↗14       | Кусинское сельское поселение    |
| 30 | Железная Гора     | деревня              | ↘14       | Пчёвжинское сельское поселение  |
| 31 | Званка            | деревня              | ↘10       | Будогощское городское поселение |
| 32 | Змеева Новинка    | деревня              | ↘8        | Будогощское городское поселение |
| 33 | Извоз             | посёлок              | ↘4        | Кусинское сельское поселение    |
| 34 | Иконово           | деревня              | ↘23       | Пчевское сельское поселение     |
| 35 | Ирса              | посёлок ж.д. станции | ↘10       | Кусинское сельское поселение    |
| 36 | Кириши            | город                | ↘49 235   | Киришское городское поселение   |
| 37 | Клинково          | деревня              | ↘27       | Будогощское городское поселение |
| 38 | Ключи             | деревня              | ↘0        | Будогощское городское поселение |
| 39 | Крапивно          | деревня              | →26       | Будогощское городское поселение |
| 40 | Красная Горка     | деревня              | ↗5        | Будогощское городское поселение |
| 41 | Крестцы           | деревня              | ↘18       | Будогощское городское поселение |
| 42 | Криваши           | деревня              | ↗15       | Глажевское сельское поселение   |
| 43 | Кровино Сельцо    | деревня              | ↗16       | Будогощское городское поселение |
| 44 | Кукуй             | деревня              | ↗132      | Будогощское городское поселение |
| 45 | Кусино            | деревня              | ↘776      | Кусинское сельское поселение    |
| 46 | Лашино            | деревня              | ↘15       | Будогощское городское поселение |
| 47 | Луг               | деревня              | ↗65       | Будогощское городское поселение |
| 48 | Манушкино         | деревня              | ↗18       | Глажевское сельское поселение   |
| 49 | Мелехово          | деревня              | ↘12       | Кусинское сельское поселение    |
| 50 | Мемино            | деревня              | ↗19       | Глажевское сельское поселение   |
| 51 | Менёвша           | деревня              | ↘4        | Кусинское сельское поселение    |
| 52 | Могилёво          | деревня              | ↗190      | Будогощское городское поселение |
| 53 | Мотохово          | деревня              | ↗128      | Пчевское сельское поселение     |
| 54 | Наволок           | деревня              | ↗22       | Глажевское сельское поселение   |
| 55 | Наростыня         | деревня              | ↗17       | Глажевское сельское поселение   |
| 56 | Новая             | деревня              | ↘3        | Будогощское городское поселение |
| 57 | Новинка           | деревня              | ↘6        | Пчевское сельское поселение     |
| 58 | Олешенка          | деревня              | ↗6        | Будогощское городское поселение |
| 59 | Оломна            | деревня              | ↗23       | Глажевское сельское поселение   |
| 60 | Отрада            | деревня              | →24       | Будогощское городское поселение |
| 61 | Подсопье          | деревня              | ↗49       | Глажевское сельское поселение   |
| 62 | Половинник        | деревня              | ↘11       | Будогощское городское поселение |
| 63 | Порог             | деревня              | ↗10       | Пчёвжинское сельское поселение  |
| 64 | Посадников Остров | село                 | ↘25       | Кусинское сельское поселение    |
| 65 | Посадниково       | посёлок ж.д. станции | →23       | Кусинское сельское поселение    |
| 66 | Пчева             | деревня              | ↗1048     | Пчевское сельское поселение     |
| 67 | Пчёвжа            | посёлок              | ↗1288     | Пчёвжинское сельское поселение  |
| 68 | Рахово            | деревня              | ↘5        | Будогощское городское поселение |
| 69 | Смолино           | деревня              | ↘19       | Будогощское городское поселение |
| 70 | Солоницы          | деревня              | ↘13       | Будогощское городское поселение |
| 71 | Среднее Село      | деревня              | →47       | Будогощское городское поселение |
| 72 | Тигода            | посёлок ж.д. станции | ↘1        | Кусинское сельское поселение    |
| 73 | Тихорицы          | посёлок              | ↗363      | Глажевское сельское поселение   |
| 74 | Черенцево         | деревня              | ↗39       | Глажевское сельское поселение   |
| 75 | Чирково           | деревня              | ↘105      | Пчевское сельское поселение     |
| 76 | Шелогино          | деревня              | ↗9        | Глажевское сельское поселение   |
| 77 | Яшкино            | деревня              | ↘21       | Будогощское городское поселение |

Упразднённые населённые пункты
- 1999 год — деревня Панихино[40].

## Экономика
Производственный потенциал (не включая город Кириши): мясо-молочное животноводство (ежедневно производится 38 тонн молока), овощеводство. Сельхозпредприятия: «Осничевский», «Березовское», «Киришский», «Будогощь». Деревообрабатывающая промышленность — пос. Пчёвжа, ООО «Молочно-кондитерская фабрика „Будогощь“» — посёлок городского типа Будогощь. Также в районе озёр около Будогощи расположено множество лагерей отдыха и санаториев. В районе 93 садоводческих товарищества.

## Транспорт
Существует прямое железнодорожное сообщение с Санкт-Петербургом (электрички с Московского и Ладожского вокзалов).
По Киришскому району проходит часть федеральной трассы 41А-006 (Зуево — Новая Ладога).
По части Киришского района проходит трасса БТС-2.